# Уве Корсепіус
Уве Корсепіус (*9 серпня 1960 (64 роки) — генеральний секретар Ради Європейського Союзу

## Біографія
Уве Корсепіус народився в Берліні, Німеччина. У 1984 році він закінчив Університет Ерлангена—Нюрнберга за напрямом «економіка». Його вважають учнем відомого економіста Хорста Стентмана. Уве Корсепіус отримав звання доктора економічних наук в Інституті світової економіки в Кілі. У 1990 році він став державним службовцем у міністерстві економіки і праці Німеччини. З 1992 року він працював в Міжнародному валютному фонді у Вашингтоні. З 1994 року він працював у відомстві федерального канцлера в Берліні, спочатку за керівництва Гельмута Коля, а потім під керівництвом канцлера Герхарда Шредера. Під керівництвом канцлера Ангели Меркель він став начальником п'ятого управління федерального канцлера, опікуючись європейською політикою Німеччини.
В січні 2009 року рада очільників держав-членів ЄС обирає Корсепіуса новим генеральним секретарем Ради Європейського Союзу. Він замістив на цій посаді П'єра де Босьє — людину, яка, за його словами, 
| мало розуміється в інтересах і потребах інших | 

Враховуючи той факт, що Клаус Велле, інший німецький політик, є генеральним секретарем Європейського парламенту, в 2011 році два німця знаходяться в адміністрації двох керівних органів ЄС. У відомстві федерального канцлера наступником Корсепіуса став Ніколаус Майєр-Ландрут.